# Duhamel (Quebec)
Duhamel es un municipio canadiense situado en la provincia de Quebec.

## Superficie
Duhamel tiene una superficie de 427,32 km².

## Demografía
En 2021, tenía 569 habitantes, una densidad poblacional de 1,3 hab./km², y 972 viviendas.